# 王桑
王 桑（おう そう、? - 312年）は、中国の西晋から五胡十六国時代の人物。東萊郡の人。漢（後の前趙）の大将軍王弥の父方の従弟にあたる。

## 生涯
306年、妖賊の劉柏根が東萊郡惤県で挙兵すると、惤公と自称した。王桑は伯父の王弥と共に下僕を引き連れて劉柏根に従い、中郎将に任じられた。
劉柏根が西晋の安北将軍王浚に敗れて戦死すると、その勢力は王弥が引き継いだ。
308年5月、王弥軍が洛陽攻略に失敗すると、王桑は王弥と共に軹関から平陽へと向かい、漢（後の前趙）に帰順した。劉淵は侍中兼御史大夫を派遣してこれを迎え入れ、王桑は散騎常侍に任じられた。その後、平北将軍に任じられた。
309年12月、曲陽王劉賢・征北大将軍劉霊・安北将軍趙固と共に内黄へ進み、ここに駐屯した。やがて平北大将軍に昇進した。
310年7月、車騎将軍劉聡・龍驤大将軍劉曜・平東大将軍石勒・安北大将軍趙固らと共に河内を包囲した。西晋朝廷は救援軍を派遣したが、王桑は石勒と長陵に進んで征虜将軍宋抽・冠軍将軍梁巨を撃破して殺害した。河内の住民は河内郡太守裴整を捕らえて降伏した。
311年4月、趙固と共に彭城を攻め、これを降して西晋の徐州刺史裴盾を討ち取った。
312年4月、王弥が石勒に滅ぼされると、王桑と趙固は石勒の襲撃を恐れ、兵を率いて平陽に帰ろうと考えた。だが、軍中では糧食が欠乏し、士卒は互いに食い合うまでに至ったので、ひとまず碻磝津を渡って西に進むと、河北の郡県を略奪して回った。西晋の并州刺史劉琨は兄の子の劉演を魏郡太守に任じて鄴を守らせ、王桑らを阻ませた。彼らは劉演の襲撃を恐れ、王桑の長史臨深を人質として晋陽に送り、劉琨へ帰順を願い出た。劉琨はこれを受け入れ、王桑は豫州刺史に任じられた。
6月、王桑らは再び漢に帰順しようと思い、漢帝劉聡に救援を依頼した。劉聡はこれに応じて鎮遠将軍梁伏疵を派遣したが、漢軍が到着する前に王桑の長史臨深と将軍牟穆が反旗を翻し、兵1万を率いて西晋の魏郡太守劉演に投降してしまった。王桑は漢に帰順するのを止め、兵を率いて東の青州に逃走したが、趙固は兵を派遣してこれを追撃し、王桑は曲梁で討ち取られた。王桑の残兵は張鳳に率いられて劉演に投降した。